# Амиши (фильм)
«Амиши» (англ. The Amish) — документальный телефильм производства компании «Public Broadcasting Service», вышедший на экраны в 2012 году как одна из серий телевизионной программы «American Experience». Фильм повествует о жизни американских амишей — очень консервативной религиозной группы, одной из деноминаций анабаптизма. В феврале 2012 г. был выложен на сайт компании PBS.
В документальном фильме затронуты такие темы, как «Орднунг», множественное убийство в амишской школе в Никель Майнс, румспринга. Показаны интервью с действующими и бывшими амишами.
Автор сценария и режиссёр — Дэвид Белтон (англ. David Belton).
В 2013 году была издана одноимённая книга на темы этого фильма.